# Охріменко Микола Йосипович
Микола Йосипович Охріменко (19 грудня 1918, Юнаківка — 28 січня 1978) — радянський офіцер, Герой Радянського Союзу.

## Біографія
Народився 19 грудня 1918 року в селі Юнаківці (нині Сумського району Сумської області) в родині селянина-бідняка. Українець. Закінчив шість класів школи. У 1939 році переїхав з батьками до міста Макіївки Сталінської області. Після річного навчання в ФЗУ працював на Макіївському металургійному заводі, а потім повернувся в рідне село.
У Червоній Армії з 1943 року. Учасник німецько-радянської війни з березня 1943 року. Воював на Воронезькому фронті, брав участь у Курській битві, визволяв Бєлгород, Суми, Ромни. Був двічі поранений.
Командир кулеметного розрахунку 465-го стрілецького полку (167-ма Сумсько-Київська Червонопрапорна стрілецька дивізія, 38-ма армія сержант Микола Охріменко на підручних засобах в ніч на 30 вересня 1943 року переправився через Дніпро в районі села Старого Русла, придушив ворожу кулеметну точку, забезпечивши просування батальйону. 12 жовтня 1943 року в районі села Лютежа (Вишгородський район Київської області), відбиваючи контратаку противника, був поранений, але залишився в строю.
Указом Президії Верховної Ради СРСР від 13 листопада 1943 року за мужність і відвагу, проявлені при форсуванні Дніпра і утриманні плацдарму на правому березі річки, сержанту Миколі Йосиповичу Охріменку присвоєно звання Героя Радянського Союзу з врученням ордена Леніна і медалі «Золота Зірка» (№ 3 271).
Після війни  продовжував службу у Військово-морському флоті СРСР. Член ВКП(б) з 1945 року. У 1948 році закінчив Кронштадтське військово-морське училище. В 1948—1954 роках проходив службу на Червонопрапорному Балтійському флоті. З 1975 року полковник М. Й. Охріменко — в запасі. До 1970 року жив і працював в місті Таганрозі. Потім переїхав до Києва. Помер 28 січня 1978 року. Похований у Києві на Байковому кладовищі.

## Нагороди
Нагороджений орденом Леніна, орденом Червоної Зірки, медалями.

## Вшанування пам'яті
У місті Сумах, на початку вулиці Героїв Сталінграда, створена алея Слави, де представлені портрети 39 Героїв Радянського Союзу, чия доля пов'язана з містом Сумами та Сумським районом, серед яких і портрет Героя Радянського Союзу М. Й. Охріменка.